# Stateless Things
Pour plus de détails, voir Fiche technique et Distribution.
Stateless Things (hangeul : 줄탁동시 ; RR : Jultakdongsi) est un film sud-coréen réalisé par Kim Kyung-mook, sorti en 2011.
Il est présenté en avant-premier dans la section « Horizons » de la Mostra de Venise 2011.

## Synopsis
Un émigré nord-coréen, vivant illégalement en Corée du Sud pour gagner de l'argent, retourne voir son patron afin de récupérer son dernier salaire au station-service, d'où il est renvoyé pour avoir protégé sa collègue sino-coréenne, victime de harcèlement sexuel : il le frappe, puis s'enfuit avec sa collègue. Bientôt, une bande du station-service fait irruption chez la collègue.
Un jeune prostitué homosexuel, habitué dans des hotels luxueux, rencontre un gestionnaire de fonds séparé, puis passe son temps avec lui avant de vivre ensemble. Par moments, il se lasse et finit par rencontrer d'autres personnes. Un jour, l'épouse de son amant vient le voir.
Ainsi ces deux garçons, luttant pour survivre, saluent un nouveau matin inoubliable.

## Fiche technique
Sauf indication contraire ou complémentaire, les informations mentionnées dans cette section peuvent être confirmées par la base de données KMDb
- Titre original : 줄탁동시
- Titre international : Stateless Things
- Réalisation et scénario : Kim Kyung-mook
- Musique : Lee Min-hee
- Direction artistique : Park Jae-hyeon
- Costumes : Chu Jeong-hui
- Photographie : Gang Guk-hyeon
- Son : Pyo Yong-soo
- Montage : Kim Kyung-mook
- Production : Park Jin-won
- Sociétés de production : Alive Pictures et Kyung Pictures[1]
- Société de distribution : Indie Story[1]
- Pays de production :  Corée du Sud
- Langue originale : coréen
- Format : couleur – 1,85:1
- Genre : drame
- Durée : 117 minutes
- Dates de sortie :
  - Italie : 8 septembre 2011 (avant-première mondiale à la Mostra de Venise)
  - Corée du Sud : décembre 2011 (avant-première nationale au Festival du film indépendant de Séoul)[3] ; 1er mars 2012 (sortie nationale)
- Classification :
  -  Corée du Sud : interdit aux adolescents[4],[5]

## Distribution
- Paul Lee : Joon
- Yeom Hyun-joon : Hyeon
- Kim Sae-byeok : Soon-hee
- Lim Hyung-guk : Seong-hoon
- Kim Jeong-seok : Byeong-seok
- So Hee-jeong : Sook-in

## Production
Le tournage commence en janvier 2010, et s'achève en juin.
À propos du titre coréen, étant intraduisible en français, il s'agit d'une expression à quatre caractères que l'on pourrait traduire par « un poussin né d'un œuf, le poussin à l'intérieur de l'œuf et la mère poule à l'extérieur de l'œuf ; ils doivent picorer à la fois à l'intérieur et à l'extérieur ». Le réalisateur a emprunté celui du poème 줄탁 (Jultak) du poète Kim Ji-ha, une œuvre qui comprend la philosophie de la naissance, de l'extinction et de la résurrection. C'est également un terme bouddhiste, dont le processus permet d’atteindre la Voie possible grâce au travail d’un enseignant et d’un élève,.

## Accueil

### Festivals et sorties
Le film est sélectionné dans la section « Horizons » à la Mostra de Venise. Après les festivals du film international de Vancouver et de Londres,, il est également sélectionné au festival du film indépendant de Séoul en décembre 2011.
Le 8 février 2012, le Korea Media Rating Board annonce que « ce film ne peut être projeté que dans des salles limitées », le 1er mars 2012, en Corée du Sud, ajoutant qu'elle retirerait volontairement la demande de classification, modifierait certaines scènes et demanderait un réexamen, en raison de l'exposition des organes génitaux dans la scène homosexuelle de neuf minutes.

## Sections
- Mostra de Venise 2011 : section
- Festival du film indépendant de Séoul 2011 : compétition finale[3]